# 필름스타
필름스타(The Filmstar)는 2007년 결성된 인디 록 밴드이다. 탄탄한 실력과 보컬의 중성미 넘치는 목소리로 EBS 헬로루키 7월에 선정되어, EBS 스페이스 공감, 펜타포트 락 페스티벌에 참여하는등 활발한 활동을 하고있다.
전체적인 노래분위기는 브릿팝에 가까우며, 플라시보, 스웨이드 등 영국가수들에게 많은 영향을 받았다.

## 음반 목록

### 앨범
1. Pop Sounds

### 싱글
1. 1st Single (2008년 5월 8일)
  1. Lucky G
  2. A Mere Child
  3. Cloud 9

## 같이 보기
- 페퍼톤스
  - 같은 KAIST 출신을 중심으로 결성된 밴드이다.